# Roger de Barbarin
Émile Roger de Thomas de Barbarin (París 2 de juny de 1860 – París, 4 de març de 1925) va ser un tirador francès. El 1900 va prendre part en els Jocs Olímpics de París, on guanyà la medalla d'or en la prova de Fossa olímpica.